# Батяй, Владимир Данилович
Владимир Данилович Батяй (1925 — 1997) — советский скульптор.

## Биография
Родился 18 сентября 1925 года в селе Репки Черниговской области Украины.
В неполные 17 лет ушёл на фронт, при взятии Кёнигсберга был ранен.
После войны закончил Харьковское художественное училище, затем работал над оформлением драмтеатра в городе,. Кутаиси.
В Союз художников Батяй вступил уже в Ростове-на-Дону, куда приехал в начале 1960-х годов.
Его скульптуры украшают Таганрог, Батайск, Новочеркасск и многие другие города России, Украины и Грузии.
Умер 13 ноября 1997 года.

## Память

Памятная доска в Ростове-на-Дону

В Ростове-на-Дону открыли мемориальную доску памяти скульптора Владимира Батяя (на доме по ул. Мечникова, где он жил).

## Некоторые произведения
Владимир Батяй — автоp памятника «Тачанка», установленного под Ростовом-на-Дону; мемориального комплекса «Клятва поколений» в г. Батайске; памятника работникам завода «Азовсталь», павшим на фронтах Великой Отечественной войны (город Мариуполь); памятник борцам за Советскую власть на Дону — Ф. Г. Подтёлкову и М. В. Кривошлыкову в Новочеркасске и др.
Скульптура Николая Островского, вырезанная В. Д. Батяем из дерева, стоит в музее писателя в Москве.